# Ministerstvo obrany České republiky
Ministerstvo obrany České republiky je ústředním orgánem státní správy na úseku obrany České republiky.

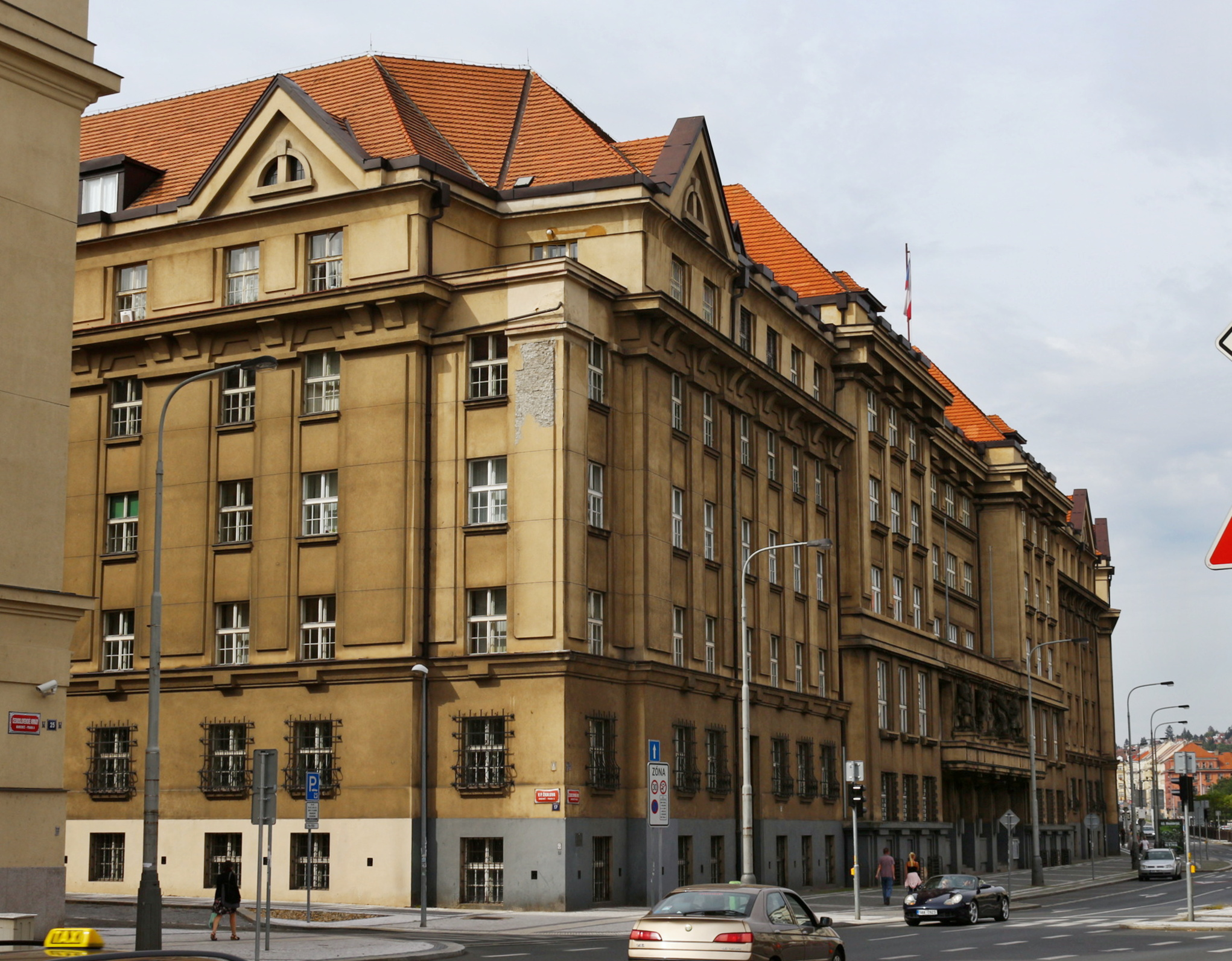
Budova Ministerstva obrany na náměstí Svobody v Praze 6-Bubenči

Ministerstvo bylo zřízeno s účinností od 8. prosince 1992 zákonem č. 548/1992 Sb., kterým byl změněn zákon č. 2/1969 Sb., o zřízení ministerstev a jiných ústředních orgánů státní správy České republiky. Tento kompetenční zákon (ve znění pozdějších předpisů) vymezuje základní působnost ministerstva. Od prosince 2021 je ministryní obrany Jana Černochová (ODS).
K 1. lednu 2024 působilo v rezortu Ministerstva obrany 27 826 vojáků z povolání, z toho 3988 žen. Tento počet zahrnuje příslušníky Armády České republiky a vojáky působící přímo na ministerstvu a jemu podřízených organizacích.

## Oblasti působnosti
Ministerstvo obrany je ústředním orgánem státní správy pro:
- zabezpečování obrany České republiky
- řízení Armády České republiky
- správu vojenských újezdů

Ministerstvo obrany:
- se podílí na zpracování návrhu vojenské obranné politiky státu
- připravuje koncepci operační přípravy státního území
- navrhuje potřebná opatření k zajištění obrany státu vládě České republiky, Radě obrany České republiky a prezidentu České republiky
- koordinuje činnost ústředních orgánů, správních orgánů a orgánů samosprávy a právnických osob důležitých pro obranu státu při přípravě k obraně
- řídí Vojenské zpravodajství
- zabezpečuje nedotknutelnost vzdušného prostoru České republiky
- organizuje a provádí opatření k mobilizaci Armády České republiky, k vedení evidence občanů podléhajících branné povinnosti a k vedení evidence věcných prostředků, které budou za branné pohotovosti poskytnuty pro potřeby Armády České republiky
- povolává občany České republiky k plnění branné povinnosti
- organizuje součinnost s armádami jiných států v rámci evropských bezpečnostních struktur
- vykonává státní dozor nad radiační ochranou ve vojenských objektech
- působí jako ústřední vodoprávní úřad na území vojenských újezdů

## Struktura
Struktura ministerstva dle oficiálních stránek (v dubnu 2012).
- Ministr obrany
  - První náměstek ministra obrany
  - Náměstek pro personalistiku
  - Náměstek pro ekonomiku
  - Náměstek pro obranné akvizice
  - Generální sekretář MO
  - Kabinet ministra
  - Generální štáb Armády České republiky
  - Vojenské zpravodajství
  - Inspekce ministra obrany
  - Odbor interního auditu
  - Odbor bezpečnosti
  - Vojenská policie
  - Vojenský historický ústav
  - Úřad dohledu nad akvizicemi

### Telefonní síť
Ministerstvo obrany České republiky má vlastní neveřejnou síť. Její předvolba je (+420) 973.